# 主教座堂站 (聖保羅地鐵)
主教座堂站（葡萄牙語：Estação Sé）位於巴西聖保羅，是聖保羅地鐵1號線及3號線的交會站，亦為整座系統最繁忙的車站:p5，鄰近全市原點所在地的主教座堂廣場（Praça da Sé）。本站於1975年－1978年間歷經興建到通車的過程，並於1979年起開放兩線換車。啟用後的站體為一座三層挑高的地下結構，透過頂部的天窗達成自然採光的效果，並替此類設計在聖保羅地鐵車站中的運用開啟了先例。

## 歷史

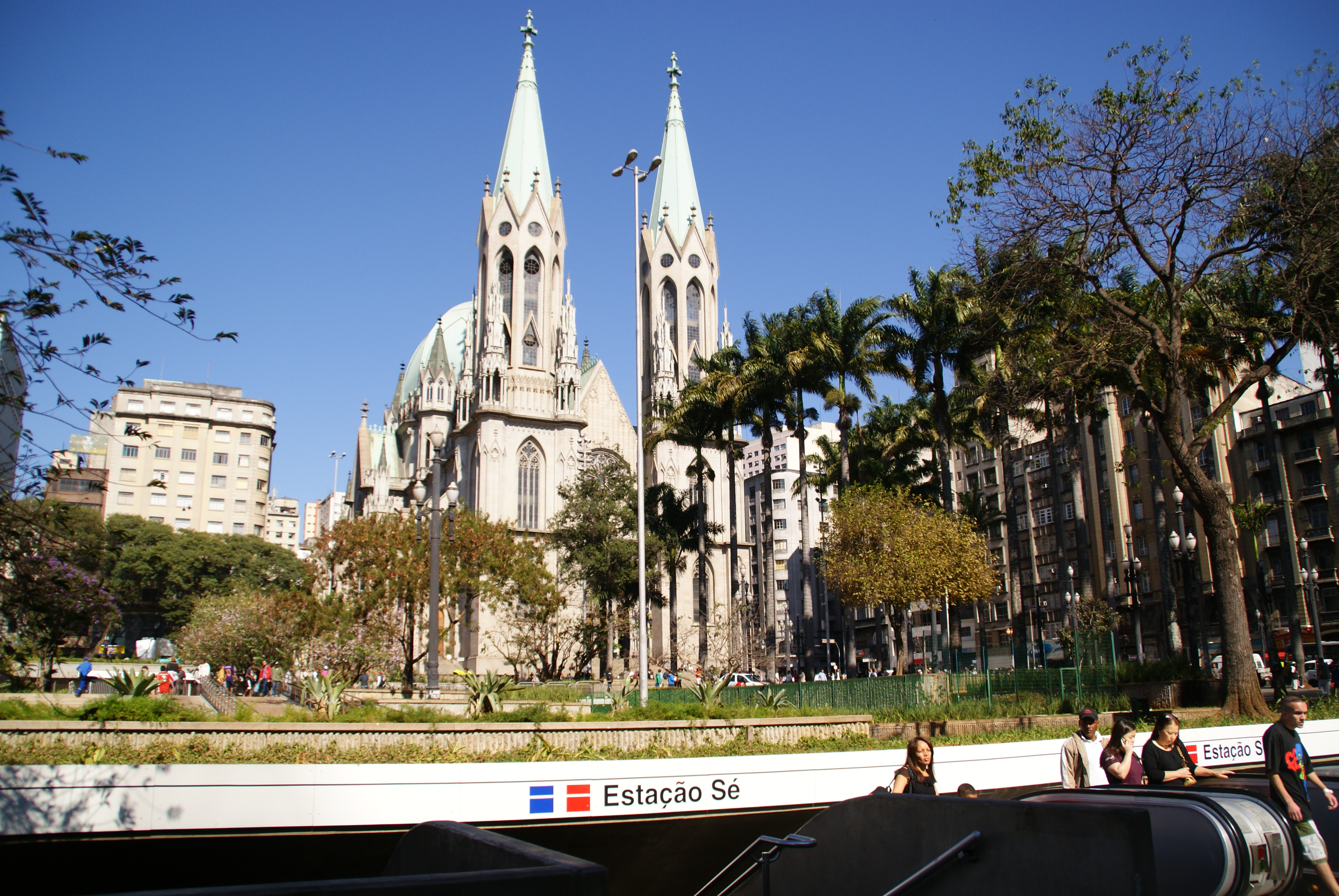
主教座堂廣場內的地鐵站北側出口，該廣場在車站興建期間的1975年－1978年間亦進行了全面翻新，以利站體施工

主教座堂站雖位於1975年通車的地鐵1號線自由站—桑塔納站區段上，但並未隨之啟用，而是自該年起才動工，而地鐵3號線的建設作業也於同年從本站展開:p26，由普羅蒙工程公司替聖保羅地鐵承建本站工程。
本站站體透過明挖回填工法修築，整座主教座堂廣場也隨著車站工程而進行全面翻新:p8。全站施工區面積總達68,000平方公尺，開挖總量則有380,000立方公尺。興建期間的一項重點要務，是讓距離車站西南翼僅數公尺之遙的聖保羅主教座堂，及站區南側的傳統樓房得以維持完整。透過挖鑿作業的規劃、分階施工和金屬支撐結構的適切擺設，使得工程能夠不對周邊建築造成損傷。
1978年2月17日，主教座堂站隨著1號線月台竣工而正式落成，而3號線也自1979年3月10日起開通本站至布拉斯站的路段，而成為聖保羅地鐵第2條路線。由於此前啟用的1號線各地鐵站均無自然採光，也不與站外空間調和，因此在本站首度採用了修正後的設計，利用天窗讓自然光線和空氣進入站內，這種規劃也沿用到後續的數座3號線站體上:p24。

## 車站布局

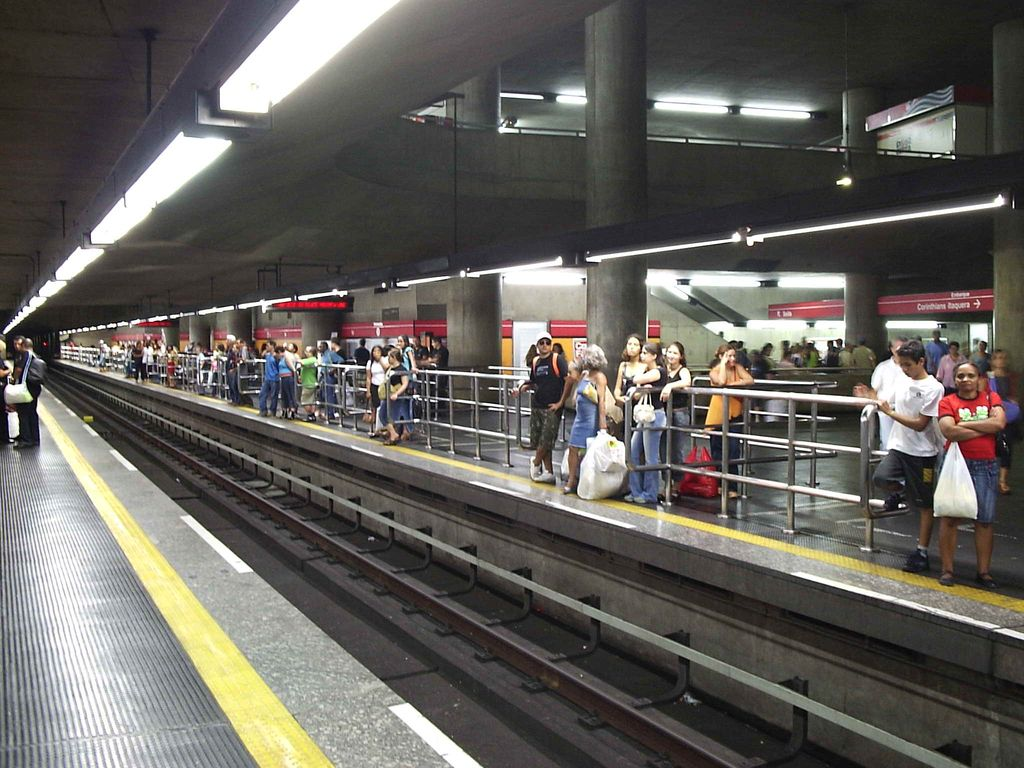
1979年落成的主教座堂站3號線月台

主教座堂站包含上方的大廳層和下方兩層候車月台區，分別供1號線和3號線使用。月台型式採混合式月台佈設，兩條線各擁有一座島式月台和兩座側式月台，中間為軌道，列車靠站後雙側開門。兩條路線的乘客換車時，可透過連接兩線之間的夾層抵達候車處。

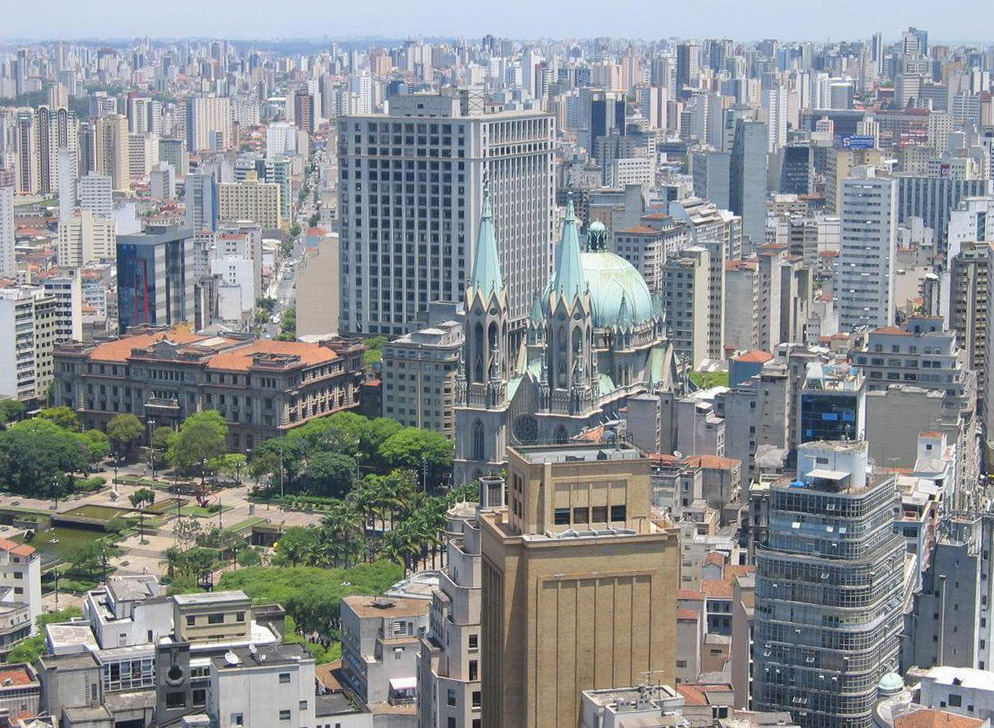
本站旁的廣場、主教座堂和聖保羅司法宮

| 地下 一層 | 大廳層             | 車站大廳、驗票閘門、詢問處、圓形天井 出口（往主教座堂廣場、阿妮塔·加里波底街） |
| 地下 二層 | 側式月台，只供上车 | 側式月台，只供上车                                                             |
| 地下 二層 | 西行月台           | ← 3號線 往帕梅拉斯-巴拉豐達方向（安加保站）                                    |
| 地下 二層 | 島式月台，只供下车 |                                                                                |
| 地下 二層 | 東行月台           | 3號線 往哥林多-伊塔蓋拉方向（佩德羅二世站）→                                   |
| 地下 二層 | 側式月台，只供上车 |                                                                                |
| 地下 三層 | 側式月台，只供上车 | 側式月台，只供上车                                                             |
| 地下 三層 | 南下月台           | ← 1號線 往雅巴夸拉方向（自由站）                                               |
| 地下 三層 | 島式月台，只供下车 |                                                                                |
| 地下 三層 | 北上月台           | 1號線 往圖庫魯維方向（聖本篤站）→                                              |
| 地下 三層 | 側式月台，只供上车 |                                                                                |

## 車站利用情形
主教座堂站擁有數座可供乘客利用的出口，北側出口位於主教座堂廣場內，西南側則設有，可服務殘障人士，除了接近主教座堂的正門之外，並可從廣場出口前往聖保羅市原點碑、司法宮、巴西銀行文化中心聖保羅分館、教堂學校廣場等景點。除此之外，另有一座東側出口設在阿妮塔·加里波底街（Rua Anita Garibaldi），周邊機構或設施包括聖保羅州政府財政廳、加爾默羅會第三會教堂、商業社會服務協會分會等。
本站是聖保羅地鐵最繁忙的車站，若將平常工作日的進站人次、出站人次及1號線、3號線間換車的人次進行加總，平均一整天有60萬名乘客利用。全站服務時間為早晨4時40分至半夜0時29分，星期六的收班時段則延長到凌晨1時整。